# Захарченко (селище)
Заха́рченко — селище Шахтарської міської громади Горлівського району Донецької області, Україна. Населення становить 14 осіб.

## Загальні відомості
Відстань до райцентру становить близько 11 км і проходить автошляхом місцевого значення.
Землі селища межують із територією с-ща. Дубове Шахтарської міської ради та с. Русько-Орлівка Амвросіївського району Донецької області.
Поруч із селищем розташований ботанічний заказник місцевого значення «Урочище Обушок»
Унаслідок російської військової агресії Захарченко перебуває на території ОРДЛО.

## Населення
За даними перепису 2001 року населення селища становило 14 осіб, із них 50 % зазначили рідною мову українську та 50 % — російську.